# Mitzi Kapture
Mitzi Kapture (Mitzi Gaynor Donahue; Yorba Linda, California, 2 de mayo de 1962) es una actriz estadounidense, popular por su papel como la sargento Rita Lee Lance en la serie policíaca Medias de seda, que interpretó entre 1991 y 1995.

## Biografía
Kapture nació en Yorba Linda, California y creció en Atlanta, Georgia. Comenzó su carrera protagonizando películas como Lethal Pursuit (1988), Angel III: The Final Chapter (1988), Liberty & Bash (1989) y The Vagrant (1992), antes de convertirse en una estrella de televisión internacional. Ganó exposición internacional con su primer papel principal interpretando a la sargento Rita Lee Lance en la serie de televisión Medias de seda. La serie se emitió durante 8 temporadas con gran éxito. Junto a Rob Estes, quien interpretó al sargento Chris Lorenzo, Kapture ganó reconocimiento mundial junto con su coprotagonista, ya que el programa fue transmitido en muchos países. Kapture abandonó la serie en 1995 para tener su primera hija. Retornó a la televisión en 1997 interpretando a Alexis Ryker en la serie Baywatch. Entre 2002 y 2005 interpretó a Anita Hodges en la serie The Young and the Restless.

## Filmografía
| Año       | Título                                        | Rol                   | Notas                          |
| --------- | --------------------------------------------- | --------------------- | ------------------------------ |
| 1987      | House II: The Second Story                    | Vaquera               |                                |
| 1987      | Private Road: No Trespassing                  | Helen Milshaw         |                                |
| 1988      | Lethal Pursuit                                | Debra J.              |                                |
| 1988      | MacGyver                                      | Katie                 | Episodio: "Rock the Cradle"    |
| 1988      | Angel III: The Final Chapter                  | Molly Stewart / Angel |                                |
| 1989      | Liberty & Bash                                | Sarah                 |                                |
| 1989      | 1st & Ten                                     | Colleen               | Episodio: "Love and Marriage"  |
| 1991      | MacGyver                                      | Laura Bartlett        | Episodio: "The Wasteland"      |
| 1991      | Perry Mason: The Case of the Maligned Mobster | Janice Kirk           | Película para TV               |
| 1992      | The Vagrant                                   | Edie Roberts          |                                |
| 1991-1995 | Medias de seda                                | Sgt. Rita Lee Lance   | 101 episodios                  |
| 1997      | Perfect Crime                                 | Joanne Jensen         | Película para TV               |
| 1998      | His Bodyguard                                 | Jenny Farrell         | Película para TV               |
| 1998-1999 | Baywatch                                      | Alex Ryker            | 22 episodios                   |
| 1999      | The Storytellers                              | Marcie Russell        |                                |
| 1999      | Pumpkin Hill                                  | Lisa                  | Película corta                 |
| 2003      | She Spies                                     | Charlotte Hill        | Episodio: "Manhunt"            |
| 2002-2005 | The Young and the Restless                    | Anita Hodges          |                                |
| 2006      | Night of Terror                               | Jill Dunne            | Película para TV               |
| 2008      | God's Ears                                    | Dr. Kerry Jeffus      |                                |
| 2010      | Rules of Engagement                           | Gina                  | Episodio: "Refusing to Budget" |
| 2018      | The Executive                                 | Daphne                |                                |